# Spominski znak Koseze
Spominski znak Koseze je spominski znak Slovenske vojske, ki je namenjen pripadnikom takratne TO RS, ki so sodelovali pri spopadu pri Kosezah.

## Nosilci
(datum podelitve - št. znaka - ime)
- neznano - 1 - Dimitrij Derenčin
- neznano - 2 - Josip Udovič
- neznano - 3 - Dalibor Paliska
- neznano - 4 - Janko Baša
- neznano - 5 - Milan Mikolj
- neznano - 6 - Boris Rutar
- neznano - 7 - Miro Mladinov
- neznano - 8 - Alojz Novak
- neznano - 9 - Peter Šircelj
- neznano - 10 - Dušan Avsec
- neznano - 11 - Franc Prosen
- neznano - 12 - David Penko
- neznano - 13 - Mirko Rogač
- neznano - 14 - Metko Batista
- neznano - 15 - Vladimir Godec
- neznano - 16 - Ivan Čekada
- neznano - 17 - Bogdan Jenko
- neznano - 18 - Edvard Iskra
- neznano - 19 - Robert Dolgan
- neznano - 20 - Joško Ban
- neznano - 21 - Vojko Šajn
- neznano - 22 - Andrej Valenčič
- neznano - 23 - Zvonko Vičič
- neznano - 24 - Boris Muha
- neznano - 25 - Stojan Kovačič
- neznano - 26 - Herman Vrh
- neznano - 27 - Denis Tomažič